# Varningstexter på tobaksförpackningar

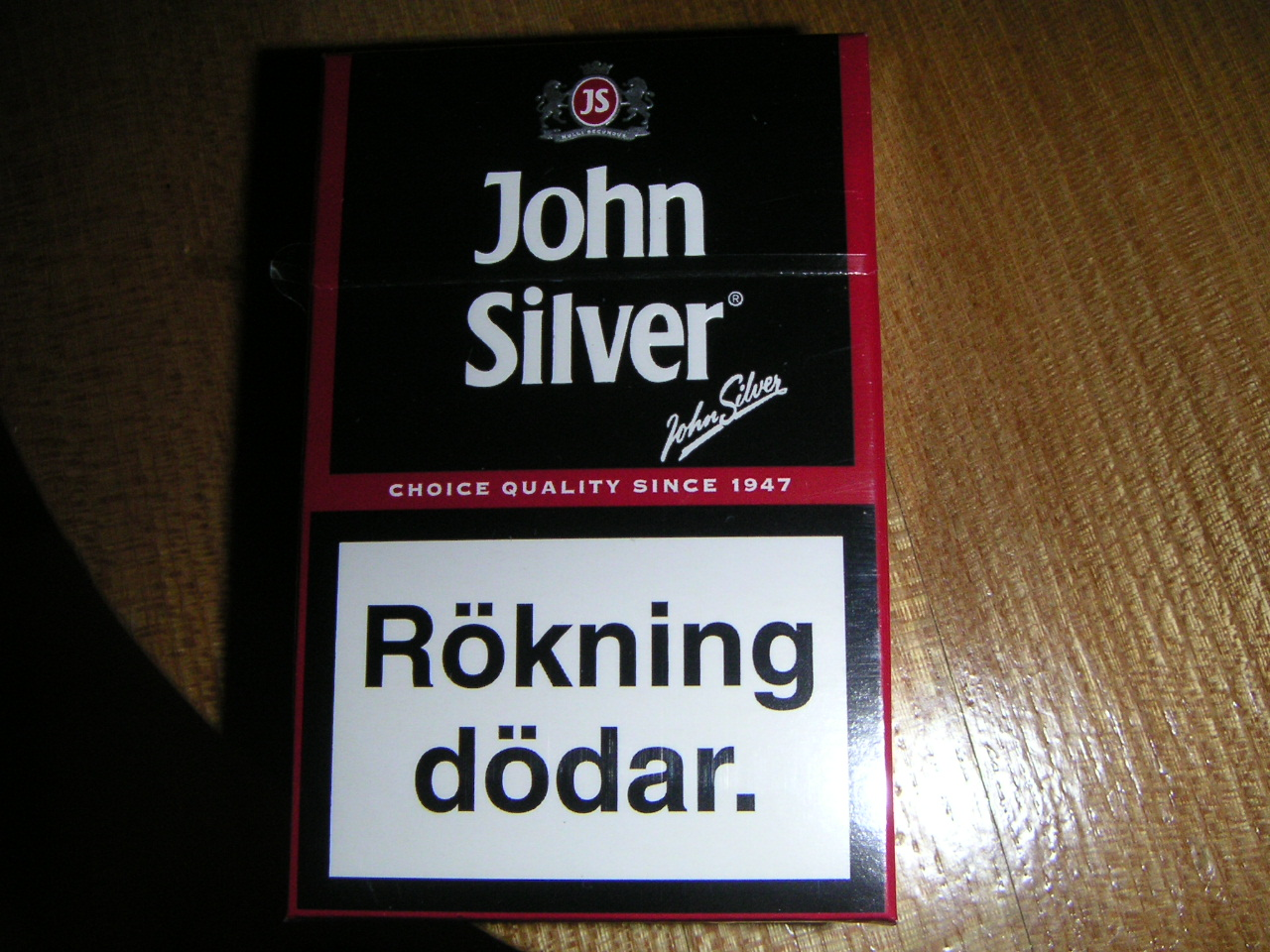
Varningstexten "Rökning dödar." på ett cigarettpaket.

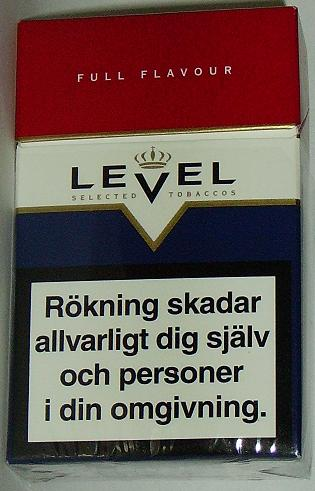
Ett cigarettpaket med varningstext.

Varningstexter på tobaksförpackningar förekommer bland annat på cigarettpaket och uppmärksammar konsumenter på nikotinets och tobaksrökningens effekter på hälsan.

## Sverige
Sedan Sverige gick med i EU år 1995 styrs varningstexterna till stor del på EU-nivå. I 3 kap. 1§ av den nu gällande Tobakslagen (SFS 2018:2088) står: ”Förpackningar till tobaksvaror och örtprodukter för rökning som är avsedda att tillhandahållas konsumenter på marknaden ska förses med texter och illustrationer som upplyser om de hälsorisker som är förenade med bruk av tobak och örtprodukter för rökning samt om rökavvänjning (hälsovarningar).” Enligt Tobakslagen ska även förpackningar för elektroniska cigaretter förses med hälsovarningar, och dessutom ha innehållsdeklaration. Denna regeltext är baserad på ett EU-direktiv från 2014. Tobakslagen ger inga detaljerade instruktioner om varningstexter, utan de ges via föreskrifter från Folkhälsomyndigheten och kan styras av sittande regering.

### Cigarettpaket
Varningstexter på cigarettpaket infördes i Sverige 1977. 
Varningstexter skall täcka en stor del av cigarettpaketens yta enligt de föreskrifter som utfärdats av Folkhälsomyndigheten. Varningstexterna är gemensamma för hela EU och finns listade i detalj i EU-direktivet.
Följande gäller enligt Folkhälsomyndighetens föreskrift HSLF-FS 2016:46 samt dess komplettering från 2024 (HSLF-FS 2024:15): 
På varje styckförpackning av cigarettpaket skall det stå, på två olika sidor och på minst 50% av vardera yta: 
- En allmän varning "Rökning dödar" samt hänvisning till Sluta röka-linjen 020-84 00 00.
- En informationstext "Tobaksrök innehåller över 70 cancerframkallande ämnen"

Det ska också finnas så kallade kombinerade hälsovarningar, med både text och bild. Dessa finns i flera uppsättningar och varierar på årsbasis. De ska täcka fram- och baksida till 65%. Här kan stå: 
- "Rökning är orsaken till 9 av 10 fall av lungcancer"
- "Rökning orsakar mun- och halscancer"
- "Rökning skadar lungorna"
- "Rökning orsakar hjärtinfarkt"
- "Rökning orsakar stroke och funktionsnedsättningar"
- "Rökning ger förträngningar i blodkärlen"
- "Rökning ökar risken för blindhet"
- "Rökning skadar tänderna och tandköttet"
- "Rökning kan döda ditt ofödda barn"
- "Rök skadar dina barn, din familj och dina vänner"
- "Barn till rökare röker oftare själva"
- "Sluta röka nu – lev vidare för dina nära och kära
- Rökning minskar fruktsamheten"
- "Rökning ökar risken för impotens"

Föreskrifterna är väldigt detaljerade vad gäller till exempel typsnitt, färg och placering av varningarna.

#### Övrigt
Förutom regler om varningstexter innehåller direktivet också bestämmelser om innehållsdeklaration och högsta tillåtna halter för tjära, nikotin och kolmonoxid i cigaretter.
Den 1 oktober 2003 infördes dessutom förbud mot ordet "light" på cigarettpaket i Sverige. Detta förbud har medfört att till exempel tobaksbolaget Austria Tabak Scandinavia bytt ut "light" mot "white" på sina cigarettpaket.

### Snus
Även på snusförpackningar ska en allmän varning samt en informationstext finnas. När det gäller rulltobak i cylinderformade förpackningar, ska den allmänna varningen finnas på lockets yttersida och informationstexten på lockets innersida.
För nuvarande är den allmänna varningen "Denna tobaksvara skadar hälsan och är beroendeframkallande" Den ska stå på de två största ytorna och täcka dem till 30%.
Cylinderformade ytterförpackningar ska uppvisa två kombinerade hälsovarningar på samma avstånd från varandra, och varje hälsovarning ska täcka 65 procent av respektive halva av den rundade ytan.